# شونتيل
شونتيل لين (بالإنجليزية: Shontelle Layne) (من مواليد 4 أكتوبر 1985)، المعروفة باسم الشهرة شونتيل، هي مغنية بربادوسية وكاتبة أغاني، صدر ألبومها الأول شونتيليجينسي في نوفمبر 2008. ألبومها الثاني، لا توجد جاذبية، صدر في سبتمبر 2010. أغانيها الفردية، «تي شيرت»، و«مستحيل» تلقوا نجاحاً متواضعاً دولياً.

## مجموعة أسطوانات شونتيل
- شونتيليجينسي (2008)
- لا توجد جاذبية (2010)

## وصلات خارجية
- الموقع الرسمي
- موقع للمعجبين
- شونتيل على موقع IMDb (الإنجليزية)
- شونتيل على موقع ميوزك برينز (الإنجليزية)
- شونتيل على موقع أول ميوزيك (الإنجليزية)
- شونتيل على موقع ديسكوغز (الإنجليزية)